# 72号州际公路
72号州际公路（英語：Interstate 72）是一条东西方向的州际公路。该公路连接了密苏里州汉尼拔和伊利诺伊州尚佩恩，全长179.29英里。